# Jake Roxas
Jake Roxas (13 de julho de 1969) é um ator e modelo filipino.

## Filmografia

### Televisão
| Ano       | Título                                     | Papel           | Emissora    |
| --------- | ------------------------------------------ | --------------- | ----------- |
| 1995-1999 | T.G.I.S.                                   | Noel Sta. Maria | GMA Network |
| 1997-1999 | Growing Up                                 | Noel Sta. Maria | GMA Network |
| 1997-2006 | SOP                                        | Himself/Co-Host | GMA Network |
| 1998      | Halik Sa Apoy                              | Benj            | GMA Network |
| 1999      | Di Ba't Ikaw                               | Berting         | GMA Network |
| 1999      | Beh Bote Nga                               | Tom             | GMA Network |
| 2001      | Idol Ko si Kap                             | Supporting Role | GMA Network |
| 2002      | Sana Ay Ikaw Na Nga                        | Guest Role      | GMA Network |
| 2006      | Agawin Mo Man Ang Lahat                    | Supporting Role | GMA Network |
| 2010      | Magkano Ang Iyong Dangal?                  | Andrew Marquez  | ABS-CBN     |
| 2010      | Imortal                                    | Magnus Imperial | ABS-CBN     |
| 2011      | María la del Barrio                        | David Decasa    | ABS-CBN     |
| 2011      | Maalaala Mo Kaya: Make-Up                  | Edong           | ABS-CBN     |
| 2012      | Maalaala Mo Kaya: Tinapay                  | Tony            | ABS-CBN     |
| 2012      | Wansapanataym: Mitos' Touch                | Special Guest   | ABS-CBN     |
| 2013      | Wansapanataym: Kilalang Kilala Ka Ba Niya? | Ishma           | ABS-CBN     |
| 2013      | Little Champ                               | Miguel Suarez   | ABS-CBN     |
| 2013      | Wansapanataym: Doggy, Daddy, Doggy         | Mark Jr.        | ABS-CBN     |

### Cinema
- TGIS (1997)
- Ikaw Na Sana (1998)
- Bulaklak ng Maynila (1999)
- Walang Hanggang Paalam (2009)